# کتاب اهل دریا
اهل دریا کتابی است به نویسندگی جواد غلام‌نژاد جبری که به فرهنگ، تاریخ و زندگی دریانوردان و مردم ساحل‌نشین استان بوشهر و خلیج فارس می‌پردازد. نویسنده این اثر، جواد غلام‌نژاد جبری، علاوه بر نویسندگی، به عنوان ناخدا، پژوهشگر دریایی و فیلم‌ساز نیز شناخته می‌شود.
این کتاب توسط نشر هلیله منتشر شده و شامل ۳۲۷ صفحه است. درون‌مایه اصلی کتاب بر تاریخ و فرهنگ دریانوردی، روش‌های صید و صیادی سنتی، جغرافیای دریایی منطقه بوشهر و ادبیات شفاهی و اصطلاحات رایج در میان مردمان دریا متمرکز است.

## درباره نویسنده
جواد غلام‌نژاد جبری، زاده بوشهر، نویسنده، ناخدا، پژوهشگر دریایی و مستندساز است. او در کنار نویسندگی، در ساخت فیلم‌هایی با مضامین بومی و زیست‌محیطی نیز فعالیت دارد و نام او در فهرست نویسندگان استان بوشهر ثبت شده است.

## روند نگارش کتاب
نویسنده در گفت‌وگویی گفته است که برای تحقیق و نگارش کتاب «اهل دریا» چهار سال زمان صرف کرده است؛ دو سال تحقیق کتابخانه‌ای در بنیاد ایران‌شناسی و دو سال تحقیق میدانی از بندر دیلم تا بندر سیراف. نویسنده تأکید کرده که به تجربه‌های زیسته خود اکتفا نکرده و تحقیقات میدانی و کتابخانه‌ای جامعی انجام داده است.

## مقدمه‌ها
کتاب با دو مقدمه منتشر شده است:
- عبدالکریم مشایخی، رئیس بنیاد ایران‌شناسی شعبه بوشهر.
- تورج دریایی، استاد تاریخ ایران باستان و مطالعات ساسانی در دانشگاه کالیفرنیا، ارواین.[۳]

## محتوا
موضوعات اصلی کتاب عبارتند از:
- صید و صیادی: معرفی گونه‌های آبزیان، فصل‌ها و روش‌های سنتی صیادی در بوشهر.[۱]
- جغرافیای دریایی: معرفی جزایر و صیدگاه‌های استان بوشهر.
- فرهنگ و ادبیات شفاهی: گردآوری اصطلاحات دریایی و ضرب‌المثل‌های بومی.
- ارزش فرهنگی: کتاب تلاش می‌کند تصویری مستند و تاریخی از زندگی ساحل‌نشینان و دریانوردان ارائه دهد.
- تصاویر مستند: عکس‌هایی از صیادان، لنج‌ها و مناظر بومی نیز در کتاب گنجانده شده‌اند.

خبرگزاری ایرنا این کتاب را «دایرةالمعارفی جامع از دریا» توصیف کرده که «زوایای تازه‌ای از دریا را برای خوانندگان باز می‌کند».

## مخاطبان هدف
- علاقه‌مندان به دریانوردی
- پژوهشگران فرهنگ عامه
- علاقه‌مندان به بوشهر و خلیج فارس

## ادعای نویسنده درباره محتوا
در صفحهٔ ۱۲ کتاب، نویسنده گفته است: «سعی کرده‌ام وقایعی از دریا و دریانوردی را در تمام زمینه‌ها جمع‌آوری کرده و بنویسم».